# Aydıncık (Mersin)
Pour les articles homonymes, voir Aydıncık.

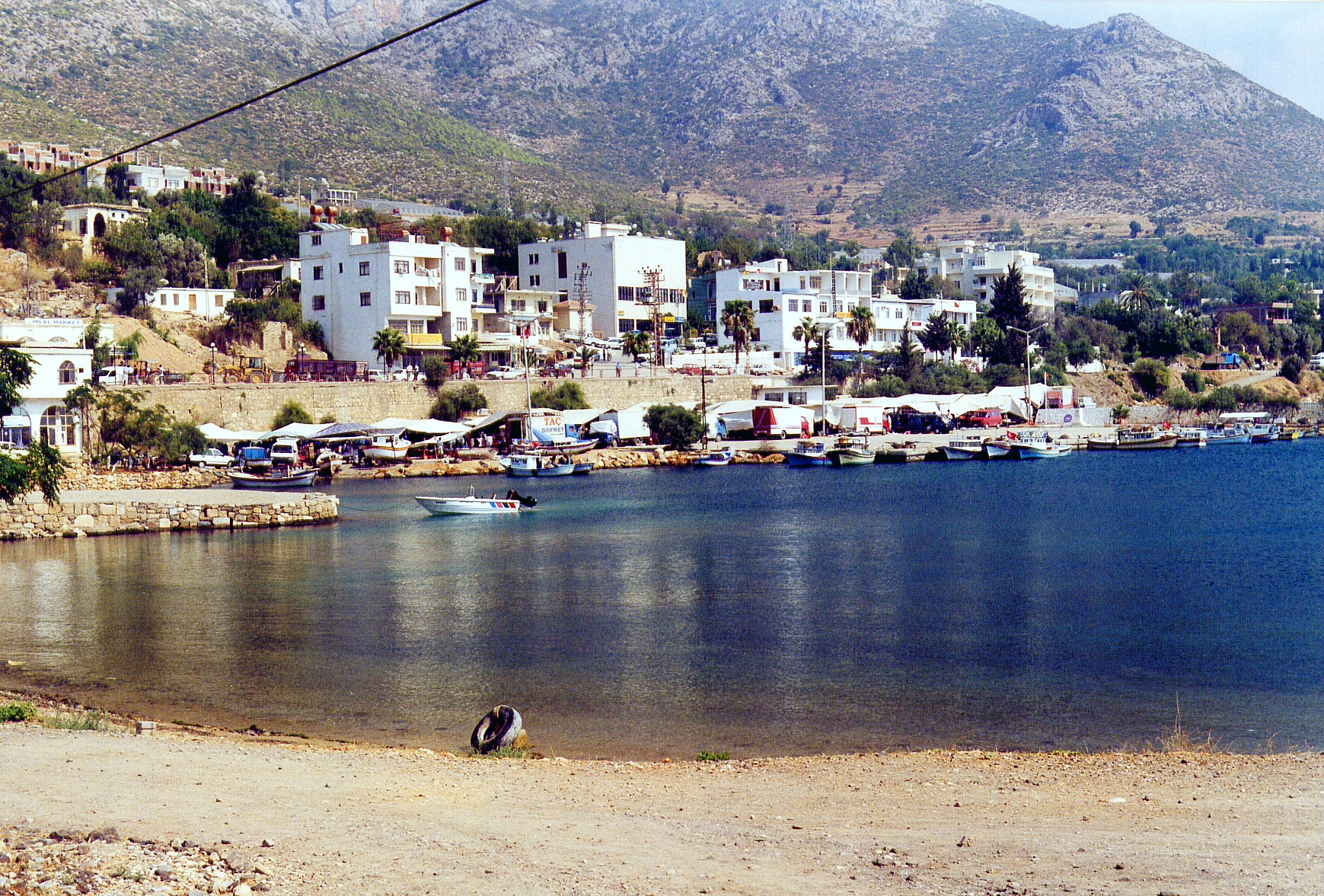
Aydıncık, Mersin

Aydıncık, au sud de la Turquie, est une sous-préfecture maritime, sur la route nationale Mersin-Antalya D-400, dans la province de Mersin. La ville est à 175 km de Mersin et à 325 km d’Antalya, à 85 km à l’ouest de Silifke, à 52 km à l’est d’Anamur et à 32 km au sud de Gülnar. Elle a été appelée Kelenderis puis Gilindere avant de prendre son nom actuel en 1965.

## Histoire
Le port de Kelenderis ou Celenderis a été fondé par les Phéniciens ou, selon la légende, par Sandacos, fils d'Astynoüs et petit-fils de Phaéton. Il est réputé pour être un des meilleurs ancrages de la côte, le géographe Artémidore, cité par Strabon, y fait commencer la Cilicie.
Selon la mythologie, Kelenderis fut fondé au IIe millénaire av. J.-C. par Sandakos, un phénicien venu de Syrie. Il paraît que la ville fut colonisée et développée par les Ioniens. Kelenderis, ville commerciale très importante de la Cilicie, fut dominée successivement par les Hittites, les Assyriens, les Phéniciens, les Romains, les Byzantins, les Arabes (Omeyyades), les Arméniens, les Seldjoukides et les Ottomans.
Sur les monnaies de Kelenderis, dont on croit qu’elles ont été frappées pour la première fois dans la première moitié du Ve siècle av. J.-C., le nom de la ville était écrit en grec et en abrégé ; l’une de ces monnaies trouvée à Acemhoyuk près d’Aksaray pourrait dater de la deuxième moitié du Ve siècle av. J.-C., 35 statères trouvés à Bereket près d’Aydincik dateraient du IVe siècle av. J.-C.
Des fouilles réalisées en 1986 ont révélé des vestiges datant du VIIIe siècle av. J.-C. quand des Ioniens de Samos y établirent une colonie. Durant les IVe et Ve siècles av. J.-C., la cité fut le membre le plus oriental de la ligue de Délos.
Pendant l'époque hellénistique, Kelenderis était alliée aux Ptolémées d'Égypte. Pendant les travaux de déblaiement en 1979, sur la place de ville antique, 17 pièces de drachme d’or furent mises au jour, sur lesquelles on peut voir les figures de Ptolémée II et d’Arsinoé II.
L'arrivée des Romains apporta prospérité au port, en libérant les routes maritimes des exactions des pirates. À cette époque la ville se couvrit de villas, palais, bains et fontaines.
Au VIIe siècle, au cours de la prise de Chypre, les Arabes occupèrent la forteresse de Gilindire. Comme les Arméniens et les Byzantins s’entraidèrent, la forteresse passa à nouveau sous la domination byzantine. La région passa au royaume arménien de Cilicie vers la fin du XIe siècle.
Au XIe siècle, la ville fut contrôlée par les Arméniens. Pendant le règne du karamanide Kaykobad Ier, les forteresses d’Anamur et de Gilindire furent conquises en 1228 par le commandant Ertokus Bey. Elle prit alors le nom de Gilindere par déformation du nom de Kelenderis.
En 1461 la région passa aux Ottomans. En 1867 le sandjak d’İçel dépendait de la préfecture de Karaman (Konya). À cette époque, les sous-préfectures étaient Anamur, Mut, Silifke et Gülnar dont le centre étaient Kilindria.
Alors que Gilindire était une sous-préfecture d’Adana au début des années 1900, Gülnar était un village où les Yoruk (Turkmènes) faisaient leurs achats. Un navire de guerre grec battant pavillon britannique canonna la ville le 9 mars 1912. Les Grecs débarquèrent à Buyukalan. Les gens de Gilindire repoussèrent l’ennemi. Les dirigeants de la ville demandèrent que Gülnar soit une sous-préfecture pour se préserver des attaques de l’ennemi qui seraient venues de la mer. Alors Gülnar devint sous-préfecture le 27 mai 1916 et Gilindire perdit son titre.
Gilindire fut renommée Aydıncık en 1965. Ce nom n'a aucun rapport avec son passé historique. La municipalité d’Aydincik fut fondée en 1972 et la ville regagna son titre de sous-préfecture le 19 juin 1987.

## Géographie
La ville située sur la côte méditerranéenne, tire ses ressources de la pêche et de l’agriculture sous serre : tomates, concombres, aubergine, le climat doux s’y prête particulièrement. Sans grands immeubles, elle préserve toutes les caractéristiques d’un petit bourg méditerranéen.
Aydincik est dans une baie entourée du Taurus. Le rivage offre des plages à Buyukalan et Incekum. Il existe deux îles au large de Buyukalan :
- Buyukada (Grande île) nommée « l’île aux poireaux » par Pirî Reis. Il y a des ruines.
- Kucukada (Petite île) sur laquelle vit le goéland d'Audouin (Larus audouiini).

Au sud du port la presqu'île qui domine la mer d’environ 25 mètres est prolongée par une jetée sur environ 200 m.
La petite rivière Soguksu qui participe à l’approvisionnement en eau douce de l’île de Chypre depuis 1998.
Le climat méditerranéen domine la région. La moyenne des températures en été est de 30 °C. Juillet et août sont les mois les plus chauds où la température peut monter à 35 °C. La chaleur de l’eau de mer est d’environ 29 °C. Le taux moyen d’humidité est de 75 % en été. La moyenne des températures en hiver est d’environ 13 °C. Les mois les plus froids sont janvier et février pendant lesquels la température peut s’abaisser à 1 °C. Il ne gèle presque pas. Le taux moyen d’humidité est de 60 % en hiver.

## Monuments historiques
Mausolée
Appelé « Tétrapode » par parce qu’il a quatre pattes colossales, le tombeau possède trois parties :
1. La sépulture,
2. Une autre pièce composée de quatre pattes d’éléphant reliées par des voûtes,
3. Un toit en forme pyramidale.

Comme la sépulture n’a pas encore été fouillée, on ne sait pas si ce monument historique, haut de 8 mètres et qui daterait du IIe siècle est un cénotaphe ou un vrai mausolée.
Dans sa carte du port de Chelindreh (ancien Kelenderis), Sir Francis Beaufort a qualifié de cénotaphe le monument en question. Le plus ancien dessin de ce monument qui nous soit parvenu, est une gravure publiée en 1851 dans Museum of Antiquities.
Port cilicien
Kelenderis était, dans l’Antiquité, un port de Cilicie. La carte de Piri Reis indique une citadelle sur la presqu’île dans le port. La carte qu’a faite Sir Francis Beaufort en 1818, montre sur la presqu’île, une tour octogonale ainsi qu’un château détruit. Elle indique aussi un établissement de bains au nord-ouest et des tombeaux au nord du port ainsi qu’un cénotaphe. La première gravure concernant le port cilicien qui nous soit parvenue est celle de W.H. Barlett parue dans un livre de J. Carné imprimé en 1838. Une mosaïque de pavement découverte en 1992 qui daterait du Ve siècle le représente.
Établissement de bains
L’établissement de bains a été bâti pendant au IVe ou au début du Ve siècle. Sa hauteur actuelle est d’environ 8,50 m. Il occupe une place de 600 m2. En 1962, au cours de l’élargissement de la route nationale Mersin-Antalya usée et étroite, une partie du bâtiment a été détruite.
Ruine de l'auberge
C’est le site archéologique nommé « Ruine de l’auberge » qui nous donne les meilleurs renseignements concernant le passé d’Aydıncık et qui vaut la peine d’être visité. C’est là que la mosaïque de pavement a été découverte.
Tombeaux
À l’est et à l’ouest de la ville se trouvent des cimetières. Au cours des fouilles, des amphores d’origines phénicienne et perse ont été mises au jour. Au centre de la ville, au bord de la route nationale Mersin-Antalya, il existe encore des tombeaux cintrés.
Grotte de Gilindire
La huitième merveille du monde, une forêt de stalagmites et de stalactites. Après une navigation d’une heure en barque de pêcheur, à l’est d’Aydıncık vous débarquez et vous marchez environ cent mètres en direction du rocher.
Il fait humide et tiède à l’entrée. Les chauves-souris qui volent à une hauteur d’environ sept mètres accueillent les visiteurs.[réf. souhaitée]
Après une heure d’exploration, on trouve un bassin de 100 m de longueur, de 35 m de largeur et de 47 m de profondeur[réf. souhaitée].